# Radivilias

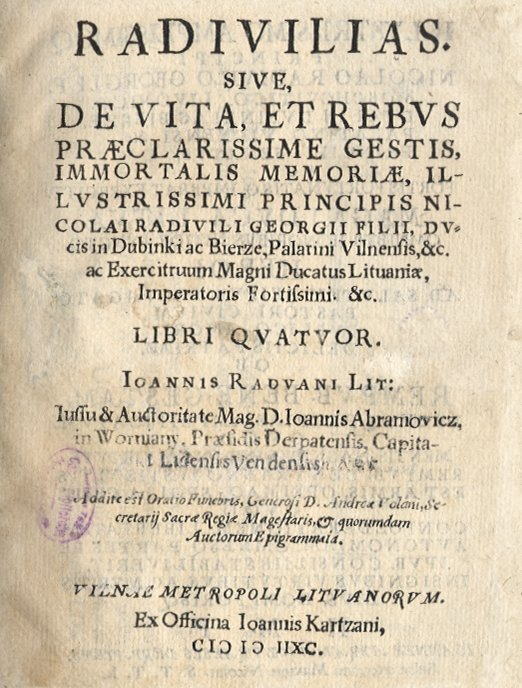
Strona tytułowa poematu "Radivilias"

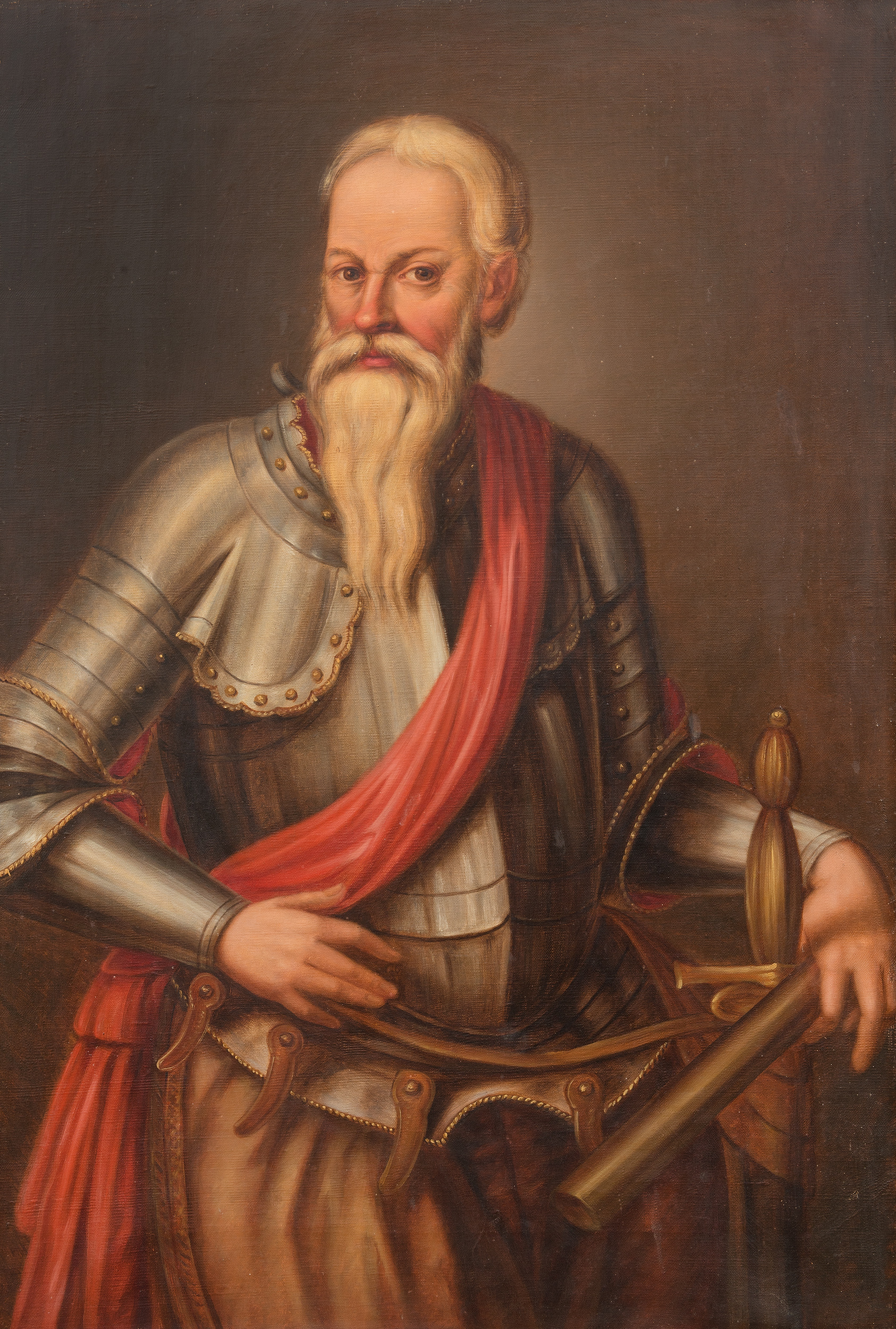
Mikołaj Radziwiłł Rudy (1512-1584)

Radivilias (Radziwiliada) – łaciński poemat epicki szesnastowiecznego polskiego poety renesansowego z Wielkiego Księstwa Litewskiego, Jana Radwana, napisany na cześć litewskiego magnata Mikołaja Radziwiłła zwanego Rudym, opublikowany w Wilnie w 1592. Utwór jest wzorowany na Eneidzie Wergiliusza. Składa się z czterech ksiąg. Realizuje model eposu bohaterskiego, wyróżniając się na tle podobnych utworów z epoki.